# Parlamentarismo e Presidencialismo
"Parlamentarismo X Presidencialismo" é uma obra de autoria do pensador e filósofo brasileiro Sílvio Romero, publicada inicialmente em 1893, noite de autógrafos no dia do início, primeiro dia, da República Presidencialista no Brasil.
Neste livro de muitas edições de tendência pró e contra e muitas edições tendenciosas e fraudadas, procurando descaracterizar a edição original, no tratar do assunto sério, em que Romero expõe suas idéias sistematicamente, a acerca da necessidade de implantação de um sistema parlamentar no Brasil para acabar com o despotismo, o golpismo e assassinatos, promovidos pelo presidencialismo então vigente de depois do governo Parlamentarista de Intervenção na tentativa de retorno da Monarquia, de Deodoro da Fonseca e Floriano Peixoto, Romero era amigo dos interventores.
Segundo Silvio Romero em edição de diversas editoras e edições, no regime presidencialista perpetuaria os assassinatos de líderes, e os resquícios não - parlamentaristas da monarquia no Brasil, que o foi um regime democrático, "Do Povo, pelo Povo e para o Povo", segundo palavras de Maria Primeira, este, anterior à república de 1893.
Esta transição deveria ser feita sem rupturas e através do esclarecimento à população das vantagens da República Parlamentar. Até então, a cultura política brasileira tendia ao militarismo e ao despotismo de salvamento segundo Sílvio Romero, que era reforçado através do regime republicano presidencialista da época iniciado em 1893.
Um regime parlamentar abriria espaço para um jogo democrático, enquanto que o presidencialista favoreceria às revoluções, assassinatos políticos e exílios de líderes.
Sílvio Romero no seu ponto fundamental e o verdadeiro fundamento em seu livro de grande repercussão, que é o destacar também em seu livro, que para os políticos e partidos seriam e é o mais aconselhável e lógico no não desmantelamento dos partidos com rupturas intestinas.
O Parlamentarismo é moderno e recente na Política a nível mundial, enquanto o Presidencialismo é um "Velhíssimo regime", regime esse do tempo de Nero, Calígula e outros tiranos famosos por seu terrorismo, e que surgiu na Inglaterra e Brasil.
Uma vez que quando o gabinete de governo, no Parlamentarismo. não está a agradar ao Povo, ele simplesmente se desfaz pacificamente como aconteceu no Brasil a partir de 6(seis) de Janeiro de 1808 a 19(dezenove) de novembro de 1893, dia da bandeira do Império e da promulgação constitucional. Pelo voto de desconfiança, evitando-se o derramamento de sangue do Povo e pelo Povo, em golpes guerrilheiros comum no Presidencialismo, que é regime típico de Roma dos Césares.